# Bugs Bunny entre en lice
Pour plus de détails, voir Fiche technique et Distribution.
Bugs Bunny entre en lice, ou Il ne faut jamais rien laisser perdre (Knights Must Fall), est un cartoon réalisé par Friz Freleng mettant en scène Bugs Bunny sorti en 1949.

## Synopsis
Bugs Bunny doit jouter avec Sir Pantsalot de Drop Seat Manor...

## Fiche technique
- Titre : Bugs Bunny entre en lice ou Il ne faut jamais rien laisser perdre
- Titre original : Knights Must Fall
- Réalisation : Friz Freleng
- Scénario : Tedd Pierce
- Animation
  - Ken Champin    animateur
  - Gerry Chiniquy    animateur
  - Arthur Davis    animateur
  - Manuel Perez    animateur
  - Virgil Ross    animateur
- Musique
  - Carl W. Stalling, directeur de la musique (non crédité)
  - Milt Franklyn, orchestration (non crédité)
- Production : Edward Selzer (non crédité) pour Warner Bros. Pictures
- Distribution : 1949 : Warner Bros. Pictures
- Format : 1,37 :1 Technicolor
- Montage : Treg Brown (non crédité)
- Langue : anglais
- Durée : 7 minutes

## Voix

### Voix originales
- Mel Blanc : Bugs Bunny.

### Voix françaises
- Guy Piérauld : Bugs Bunny (1er doublage)
- Gérard Surugue : Bugs Bunny (redoublage)